# کورت کوشلا
کورت کوشلا (انگلیسی: Kurt Kuschela؛ زادهٔ ۳۰ سپتامبر ۱۹۸۸) قایقران کانو اهل آلمان است.
وی همچنین برندهٔ جوایزی همچون برگ بوی نقره‌ای شده‌است.
وی در مسابقات کشوری و بین‌المللی در مجموع برندهٔ ۲ مدال طلا، ۱ مدال برنز شده‌است.